# Зволень (гмина)
Зволень (пол. Zwoleń) — гмина (уезд) в Польше, входит как административная единица в Зволенский повет, Мазовецкое воеводство. Население — 15 243 человека (на 2004 год).

## Демография
| Перепись                       | Всего   | Всего | Женщины | Женщины | Мужчины | Мужчины |
| ------------------------------ | ------- | ----- | ------- | ------- | ------- | ------- |
| Единицы                        | человек | %     | человек | %       | человек | %       |
| Население                      | 15 243  | 100   | 7805    | 51,2    | 7438    | 48,8    |
| Плотность населения (чел./км²) | 94,6    | 94,6  | 48,4    | 48,4    | 46,2    | 46,2    |

## Сельские округа
1. Аталин
2. Барыч-Нова
3. Филипинув
4. Хеленувка
5. Ясенец-Колёня
6. Ясенец-Солецки
7. Едлянка
8. Юзефув
9. Каролин
10. Кошары
11. Линув
12. Луги
13. Менцишув
14. Мечиславув
15. Мостки
16. Нивки
17. Осины
18. Пачоркова-Воля-Нова
19. Пачоркова-Воля-Стара
20. Подзагайник
21. Стрыковице-Блотне
22. Стрыковице-Гурне
23. Стрыковице-Подлесьне
24. Сыдул
25. Вулька-Шеленжна
26. Зелёнка-Нова
27. Зелёнка-Стара

## Поселения
1. Барыч-Стара
2. Барыч-Колёня
3. Боженчизна
4. Целестынув
5. Цыганувка
6. Дроздув
7. Хеленув
8. Карчувка
9. Копанины
10. Линув-Лесничувка
11. Мелянув
12. Михалин
13. Мёдне-Гаювка
14. Мёдне-Лесничувка
15. Мотожины-Лесничувка
16. Островы
17. Палки
18. Сосновице
19. Сыцына-Колёня
20. Сыцына-Полуднёва
21. Сыцына-Пулноцна
22. Щенсце
23. Вацлавув
24. Засточе

## Соседние гмины
1. Гмина Хотча
2. Гмина Цепелюв
3. Гмина Гузд
4. Гмина Казанув
5. Гмина Пёнки
6. Гмина Полична
7. Гмина Пшиленк
8. Гмина Тчув